# Piloblephis rigida
Piloblephis rigida är en kransblommig växtart som först beskrevs av William Bartram och George Bentham, och fick sitt nu gällande namn av Constantine Samuel Rafinesque. Piloblephis rigida ingår i släktet Piloblephis och familjen kransblommiga växter. Inga underarter finns listade i Catalogue of Life.

## Bildgalleri

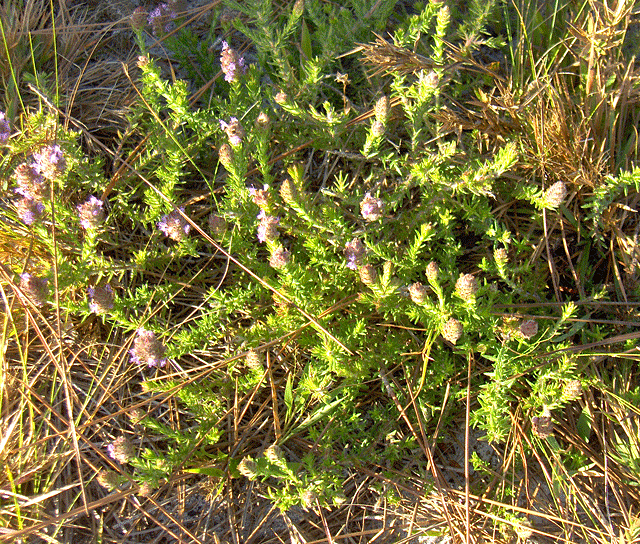
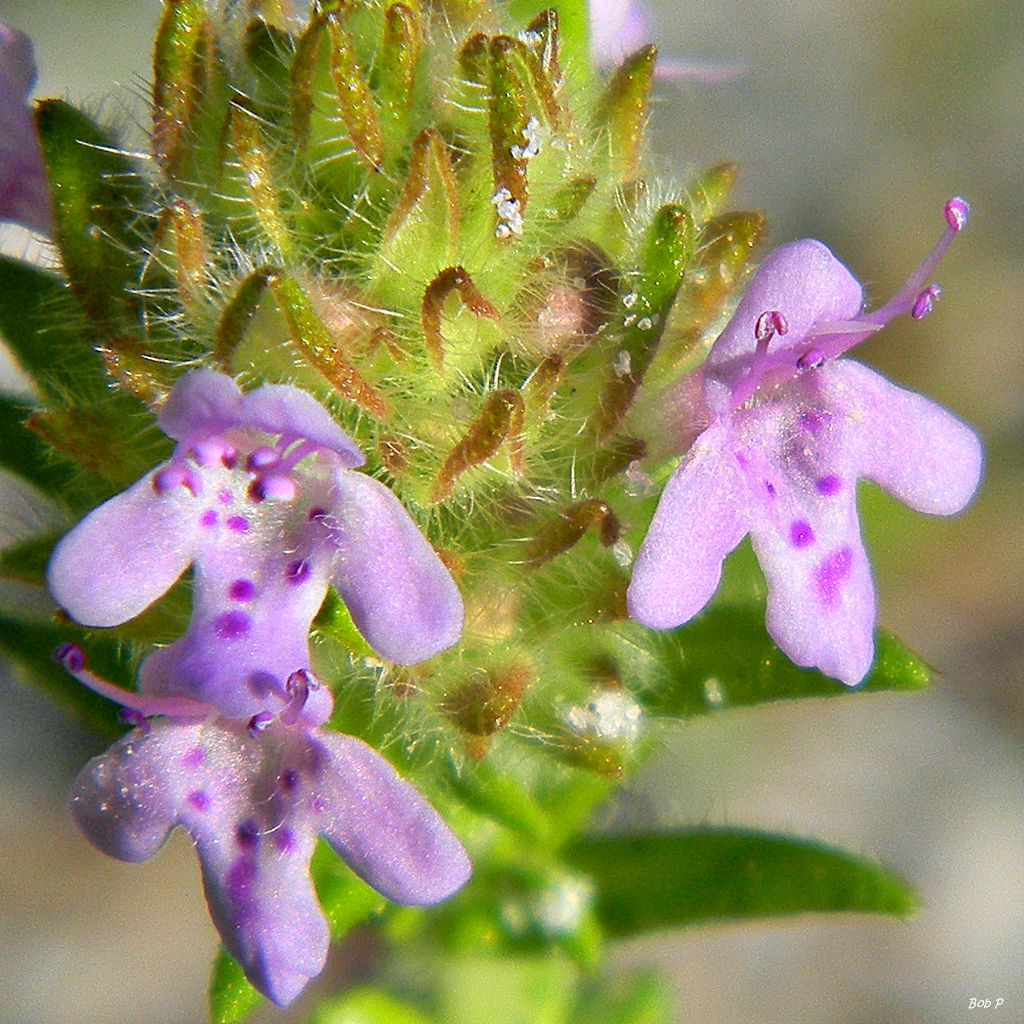